# Lucien Moraweck
Lucien Alfred Emile Moraweck (Belfort, 24 maggio 1901 – San Diego, 20 ottobre 1973) è stato un compositore francese.
Compose musiche per serie televisive e film, tra i quali: Il villaggio più pazzo del mondo, I lancieri del deserto e La maschera di ferro. Per quest'ultimo ottenne una candidatura al Premio Oscar nel 1940.

## Filmografia parziale

### Cinema
- La maschera di ferro (The Man in the Iron Mask), regia di James Whale (1939)
- Seduzione (The Lady in Question), regia di Charles Vidor (1940)
- Il villaggio più pazzo del mondo (Li'l Abner), regia di Albert S. Rogell (1940)
- Amichevole rivalità (Friendly Enemies), regia di Allan Dwan (1942)
- I lancieri del deserto (Massacre River), regia di John Rawlins (1949)
- La roccia di fuoco (New Mexico), regia di Irving Reis (1951)

### Televisione
- Navy Log - serie TV, 1 episodio (1955)
- Have Gun - Will Travel - serie TV, 13 episodi (1959-1963)
- Gunsmoke - serie TV, 2 episodi (1960-1961)
- Pete and Gladys - serie TV (1960)
- Ai confini della realtà (The Twilight Zone) - serie TV, 2 episodi (1960-1964)
- Perry Mason - serie TV, 1 episodio (1963)